# Ciclismo ai Giochi della XXIX Olimpiade - Corsa a punti femminile
La Corsa a punti femminile dei Giochi della XXIX Olimpiade fu corsa il 18 agosto al Laoshan Velodrome. La medaglia d'oro fu vinta dall'olandese Marianne Vos.
Vide la partecipazione di 22 atlete. La prova consisteva nell'effettuare 100 giri di pista (25 km), effettuando 10 sprint (uno ogni 10 giri). A ogni sprint venivano assegnati cinque punti al primo, tre al secondo, due al terzo e uno al quarto classificato. Ulteriori punti potevano essere guadagnati doppiando il gruppo; in questo caso il ciclista guadagnava 20 punti. Al contrario, se il ciclista veniva doppiato dal gruppo, ne perdeva 20.

## Risultati
| Pos | Atleta               | Sprint | P.ti Sprint | P.ti Giro | Punti Totali |
| --- | -------------------- | ------ | ----------- | --------- | ------------ |
| 1   | Marianne Vos         | ?      | 10          | 20        | 30           |
| 2   | Yoanka González      | ?      | 18          | 0         | 18           |
| 3   | Leire Olaberria      | ?      | 13          | 0         | 13           |
| 4   | María Luisa Calle    | ?      | 13          | 0         | 13           |
| 5   | Lesya Kalitovska     | ?      | 10          | 0         | 10           |
| 6   | Katherine Bates      | ?      | 10          | 0         | 10           |
| 7   | Pascale Jeuland      | ?      | 8           | 0         | 8            |
| 8   | Ol'ga Sljusareva     | ?      | 8           | 0         | 8            |
| 9   | Gina Grain           | ?      | 6           | 0         | 6            |
| 10  | Li Yan               | ?      | 6           | 0         | 6            |
| 11  | Rebecca Romero       | ?      | 3           | 0         | 3            |
| 12  | Svetlana Pauliukaite | ?      | 2           | 0         | 2            |
| 13  | Lada Kozlíková       | ?      | 2           | 0         | 2            |
| 14  | Vera Carrara         | ?      | 1           | 0         | 1            |
| 15  | Wong Jamie           | 0      | 0           | 0         | 0            |
| 16  | Evelyn García        | 0      | 0           | 0         | 0            |
| 17  | Catherine Cheatley   | 0      | 0           | 0         | 0            |
| 18  | Trine Schmidt        | 0      | 0           | 0         | 0            |
| 19  | Lee Min-Hye          | ?      | 0           | -40       | -40          |
| DNF | Sarah Hammer         | 0      | 0           | 0         | 0            |
| DNF | Satomi Wadami        | 0      | 0           | 0         | 0            |
| DNF | Verena Jooß          | 0      | 0           | 0         | 0            |